# TSPAN12
TSPAN12 (англ. Tetraspanin 12) – білок, який кодується однойменним геном, розташованим у людей на короткому плечі 7-ї хромосоми. Довжина поліпептидного ланцюга білка становить 305 амінокислот, а молекулярна маса — 35 383.
| 10         |  | 20         |  | 30         |  | 40         |  | 50         |
| ---------- |  | ---------- |  | ---------- |  | ---------- |  | ---------- |
| MAREDSVKCL |  | RCLLYALNLL |  | FWLMSISVLA |  | VSAWMRDYLN |  | NVLTLTAETR |
| VEEAVILTYF |  | PVVHPVMIAV |  | CCFLIIVGML |  | GYCGTVKRNL |  | LLLAWYFGSL |
| LVIFCVELAC |  | GVWTYEQELM |  | VPVQWSDMVT |  | LKARMTNYGL |  | PRYRWLTHAW |
| NFFQREFKCC |  | GVVYFTDWLE |  | MTEMDWPPDS |  | CCVREFPGCS |  | KQAHQEDLSD |
| LYQEGCGKKM |  | YSFLRGTKQL |  | QVLRFLGISI |  | GVTQILAMIL |  | TITLLWALYY |
| DRREPGTDQM |  | MSLKNDNSQH |  | LSCPSVELLK |  | PSLSRIFEHT |  | SMANSFNTHF |
| EMEEL      |  |            |  |            |  |            |  |            |

A: Аланін

C: Цистеїн

D: Аспарагінова кислота

E: Глутамінова кислота

F: Фенілаланін

G: Гліцин

H: Гістидин

I: Ізолейцин

K: Лізин

L: Лейцин

M: Метіонін

N: Аспарагін

P: Пролін

Q: Глутамін

R: Аргінін

S: Серин

T: Треонін

V: Валін

W: Триптофан

Задіяний у таких біологічних процесах, як ангіогенез, альтернативний сплайсинг. 
Локалізований у клітинній мембрані, мембрані.